# Trelleborg AB

Trelleborg TM 900 710-75 R 42

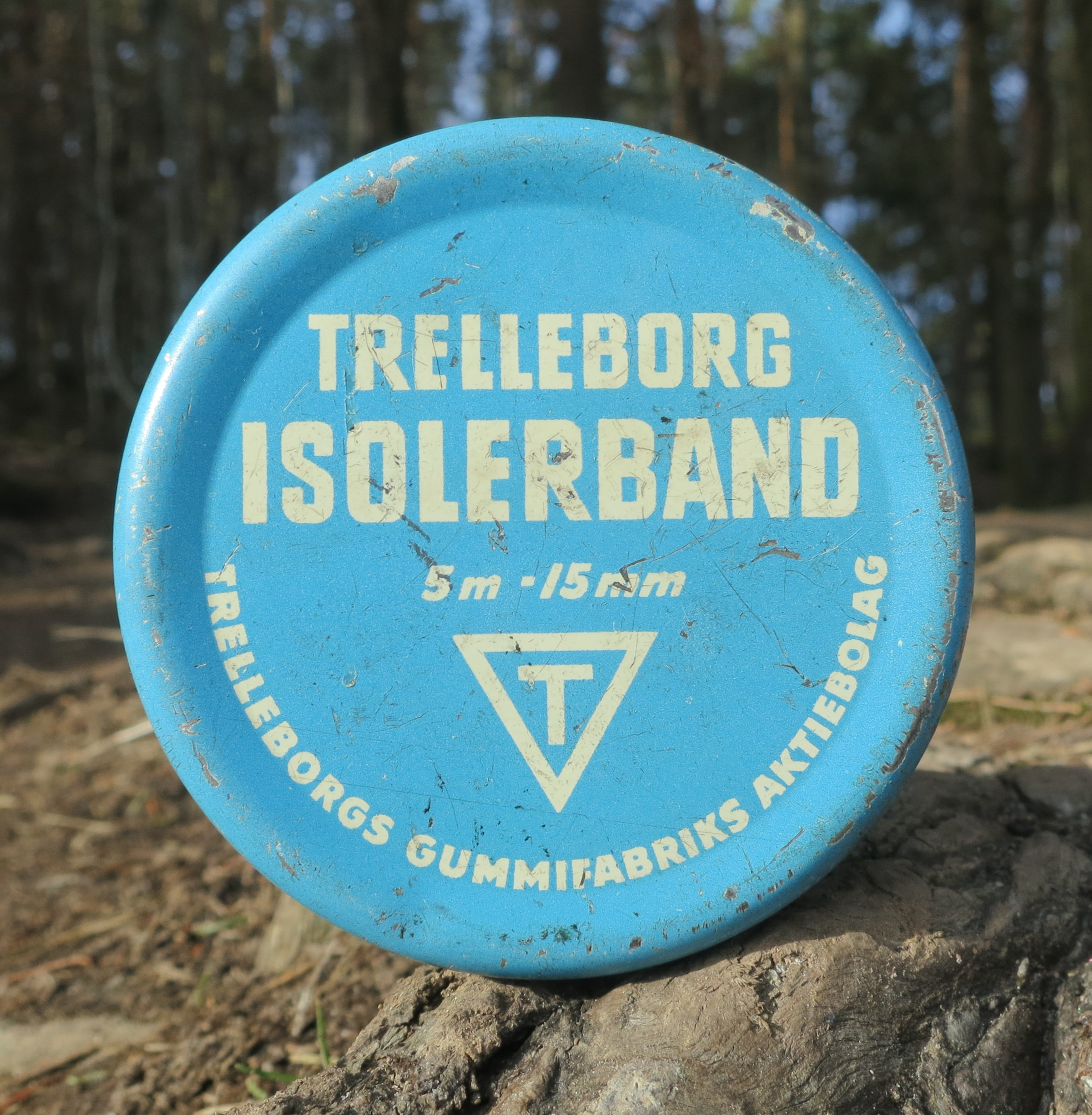
Isoleringsband av Trelleborgs Gummifabriks AB, sedermera Trelleborg AB, från 1970-talet.

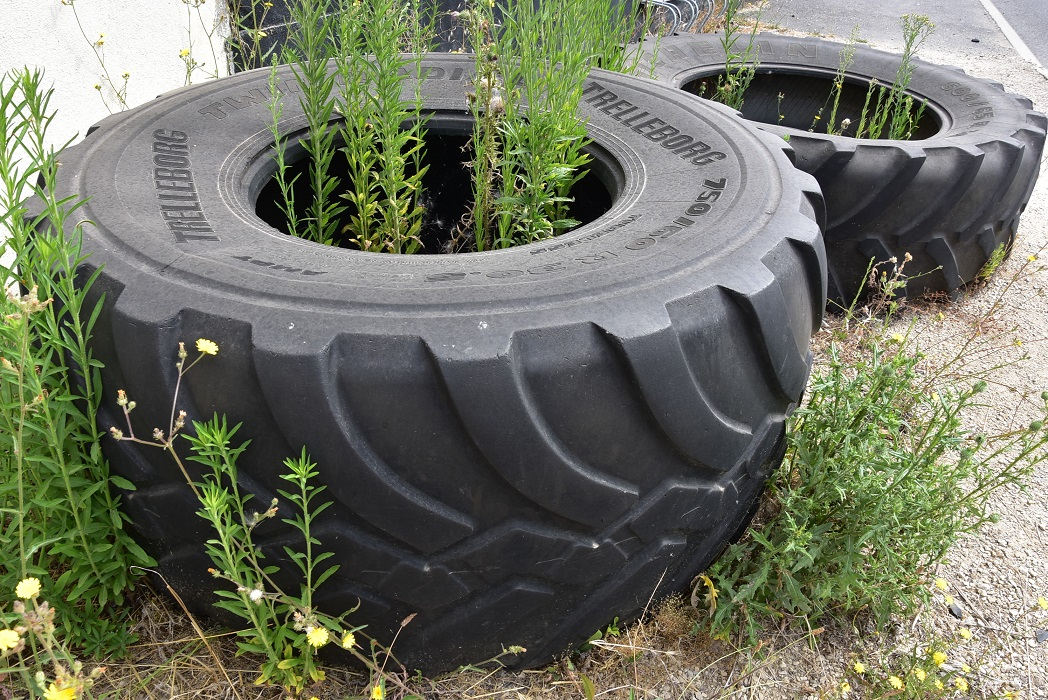
Övergiven Trelleborg Twin Radial 750/60 R 30.5, Frankrike

Trelleborg AB är en global industrikoncern med säte i Trelleborg med 16 701 anställda (2022) och en omsättning på årsbasis om cirka 30,1 miljarder kronor (2022). Trelleborg utvecklar lösningar som tätar, dämpar och skyddar i krävande industriella miljöer. Trelleborgaktien har sedan 1964 varit noterad på Stockholmsbörsen och listas på Nasdaq Nordic Large Cap. Företaget har verksamheter i ett 40-tal länder. Peter Nilsson är VD för företaget och Johan Malmquist är styrelseordförande.

## Historia
Företaget grundades 1905 som Trelleborgs Gummifabriks AB av Henry Dunker och Johan Kock. De bägge hade sedan tidigare företag i gummibranschen. Företaget startade med omkring 150 anställda. De producerade i början cykeldäck samt gummi för industriella tillämpningar. I samband med första världskriget fick företaget stora order från krigsmakten.
Trelleborgs gummifabrik, byggnad 64 på B-området blev den nya däckfabriken. Bygget började i februari 1946 och fabriken stod klar för produktion i maj år 1947.
I mitten av 1930-talet var antalet anställda uppe i 1 000. Från 1950-talet började andelen av försäljningen som skedde utanför Sverige att öka, 1950 var den 4%, 1970 var den 40%. Trelleborgs Gummifabriks AB introducerades på Stockholmsbörsen 1964. Nuvarande bolagsnamn tillkom 1977. Mellan 1983 och 1991 var bolagets strategi att verka som ett brett industriellt konglomerat med mer fokus på gruvor och metaller än på gummi och plast. I slutet av 1990-talet återgick fokus till polymerbaserad industriverksamhet.
År 2012 bildades det samägda bolaget TrelleborgVibracoustic av Trelleborgs tidigare affärsområde Trelleborg Automotive och av det tyska företaget Freudenbergs motsvarande verksamhet inom antivibrationslösningar för personbilar och tunga fordon, Vibracoustic. Bolaget ägdes till lika delar av parterna och namnändrades i april 2016 till Vibracoustic. Under sommaren 2016 avyttrade Trelleborg samtliga sina aktier till Freudenberg och Trelleborg kunde i och med transaktionen avsluta resan för det tidigare affärsområdet.
Trelleborg AB:s historiska arkiv finns i förvar hos Skånes Näringslivsarkiv i Helsingborg.

### Trelleborg Plast
Under 1950-talets mitt började plasten göra sitt intåg i samhället och Trelleborgs Gummifabrik byggde och startade upp i Ljungby en fabrik bland annat för plastfilm med kalanderpressar. Bolaget fick namnet AB Trelleborg Plast (sic!). Den byggdes enligt gamla principer på Dunkers begäran; grunda lokaler med många fönster för att spara på el. Här tillverkades även radomer till svenska stridsflygplan och karosser till Saab Sonett III. Genom fusioner, och avyttringar bytte verksamheten namn till exempelvis Bofors Plast och Polytec, som lades ned 2009. Idag driver Ljungby Komposit en del av Trellborg Plasts tidigare verksamhet i deras gamla lokaler.

## Kritik
Trelleborg Group fick kritik för sina aktiviteter i Ryssland efter invasionen av Ukraina 2022. Företaget lovade initialt att stoppa leveranser och försäljning till Ryssland. Dock rapporterades att försäljningen fortsatte fram till februari 2023, vilket motsade deras tidigare åtagande.

## Verksamhet
Koncernens affärsverksamhet är organiserad i följande affärsområden:
- Trelleborg Industrial Solutions (slangsystem, industriella antivibrationslösningar och industriella tätningssystem)
- Trelleborg Sealing Solutions (precisionstätningar för industri, flyg och fordon)

## Marknad
Enligt tidskriften Rubber & Plastics News var Trelleborg under 2011 den tredje största aktören på världsmarknaden för industrigummi.
| Placering efter omsättning | Företag                    | Land           |
| -------------------------- | -------------------------- | -------------- |
| 1                          | Continental                | Tyskland       |
| 2                          | Hutchinson                 | Frankrike      |
| 3                          | Trelleborg                 | Sverige        |
| 4                          | Freudenberg Group          | Tyskland       |
| 5                          | Bridgestone                | Japan          |
| 6                          | NOK                        | Japan          |
| 7                          | Tokai Rubber Industries    | Japan          |
| 8                          | Pinafore Holdings          | Storbritannien |
| 9                          | Cooper-Standard Automotive | USA            |
| 10                         | Parker-Hannifin            | USA            |

Koncernens nettoomsättning 2022 fördelade sig geografiskt enligt följande:
| Region                   | Andel |
| ------------------------ | ----- |
| Europa                   | 46%   |
| Nord- och Sydamerika     | 33%   |
| Asien och övriga världen | 21%   |
|                          |       |

## Befattningshavare
Johan Malmquist valdes 2023-04-27 till Trelleborgs styrelseordförande. Nedan följer en tabell över styrelseordförandena sedan 1905.
| Period                           | Styrelseordförande  |
| -------------------------------- | ------------------- |
| 24 augusti 1905-18 december 1909 | Gustaf Lagergren    |
| 19 december 1909-1 maj 1945      | Johan Kock          |
| 2 maj 1945-3 maj 1962            | Henry Dunker        |
| 17 maj 1962-24 maj 1965          | Lars Gunnar Ohlsson |
| 25 maj 1965-25 maj 1970          | Hadar Hallström     |
| 26 maj 1970-17 maj 1976          | Lars Gunnar Ohlsson |
| 18 maj 1976-30 maj 1985          | Åke Ståhlbrandt     |
| 31 maj 1985-30 maj 1990          | Ernst Herslow       |
| 31 maj 1990-23 april 2002        | Rune Andersson      |
| 24 april 2002-24 april 2013      | Anders Narvinger    |
| 25 april 2013-25 april 2018      | Sören Mellstig      |
| 26 april 2018-27 april 2023      | Hans Biörck         |
| 27 april 2023-                   | Johan Malmquist     |

Peter Nilsson är sedan 2005-10-01 Trelleborgs verkställande direktör. Nedan följer en tabell över de verkställande direktörerna sedan 1905.
| Period                                                                                                  | Verkställande direktör     |
| --- | -------------------------- |
| 24 augusti 1905-17 maj 1947                                                                             | Henry Dunker               |
| 1 september 1939-21 juli 1949 (gällande aktiebolagslag tillät flera samtidiga verkställande direktörer) | Hilding Ståhlbrandt        |
| 29 augusti 1949-17 maj 1976                                                                             | Åke Ståhlbrandt            |
| 18 maj 1976-30 april 1983                                                                               | Arne Lundqvist             |
| 1 maj 1983-30 maj 1990                                                                                  | Rune Andersson             |
| 31 maj 1990-26 januari 1999                                                                             | Kjell Nilsson              |
| 27 januari 1999-8 februari 1999                                                                         | Hans Porat (tillförordnad) |
| 9 februari 1999-30 september 2005                                                                       | Fredrik Arp                |
| 1 oktober 2005-                                                                                         | Peter Nilsson              |

## Ägarstruktur
De 10 största aktieägarna per 2021-12-31 fördelade sig enligt följande:
| Nr | Ägare                      | Andel av kapital, procent | Andel av röster, procent |
| -- | -------------------------- | ------------------------- | ------------------------ |
| 1  | Dunkerintressen*           | 10,66                     | 54,10                    |
| 2  | Capital Group              | 4,34                      | 2,23                     |
| 3  | Vanguard                   | 3,17                      | 1,63                     |
| 4  | Allianz Global Investors   | 3,02                      | 1,55                     |
| 5  | Lannebo Fonder             | 2,92                      | 1,55                     |
| 6  | Handelsbanken Fonder       | 2,79                      | 1,43                     |
| 7  | Swedbank Robur Fonder      | 2,40                      | 1,23                     |
| 8  | Tweedy, Browne Company LLC | 1,79                      | 0,92                     |
| 9  | Norges Bank                | 1,78                      | 0,91                     |
| 10 | Folksam                    | 1,69                      | 0,87                     |

- Samtliga A-aktier ägs av Dunkerintressena, som består av ett antal stiftelser, fonder och förvaltningsbolag skapade genom testamentariska förordnanden av grundaren till Helsingborgs och Trelleborgs gummifabriker, Henry Dunker.